# Fontenay-le-Marmion
Fontenay-le-Marmion è un comune francese di 1 594 abitanti situato nel dipartimento del Calvados nella regione della Normandia.

## Società

### Evoluzione demografica
Abitanti censiti